# 洛斯帕托斯山
27°18′0″S 68°48′30″W / 27.30000°S 68.80833°W
洛斯帕托斯山（西班牙語：Volcán Los Patos），是南美洲的山峰，位於阿根廷的卡塔馬卡省和智利的阿塔卡馬大區接壤的邊境，屬於安第斯山脈的一部分，海拔高度6,239米，人類在1937年首次登頂。